# 松岡公一
松岡公一（日语：松岡 公一，1938年8月1日—2020年4月20日），是一位出生於日本東京都的鼓手。他的藝名Jackey吉川由來，取自擁有鐵人般的臂力。

## 經歷
松岡於中小學時期居住在八王子市，之後就讀法政大學第一中高等學校（今法政大学中学高等学校）與法政大學經濟學部。高中時期，他因憧憬尤金·贝特拉姆·克鲁帕而自習練鼓，最初並想成為一名歌手。升上高中二年級時，他在前輩大橋道二的介紹之下，進入  成為一位樂隊助理。
松岡的母親在他就讀高三時罹患癌症過世，其父親也在七年後去世。他在母親過世後，同時兼職樂隊助理並開始兼任鼓手，不久後便離開 ，加入新宿的歌舞表演樂隊，但是生活仍然貧困。他的技術被歌舞樂隊的一位女歌手給予嚴厲批評後，離開歌舞樂隊重新回到 ，繼續鍛鍊他的演奏技巧。
三年之後，他成為  的正式成員。1966年5月至1968年2月期間，他擔任樂隊的隊長，是 Jackey吉川與Blue Comets 的演出核心人物，當時的演奏風格非常戲劇化和激烈。
此外，他也熱衷於游泳比賽。他於2010年因飲酒過量而摔倒，撞到頭後腦部出血，在經過手術後康復回歸。2020年4月20日在群馬的家中發現死亡。享年81歲。